# Jorge Brito (beisbolista)
Jorge Manuel Brito Uceta (nacido el 22 de junio de 1966 en Santiago Rodríguez) es un exreceptor dominicano que jugó en las Grandes Ligas de Béisbol con los Rockies de Colorado.
Después de ser firmado como amateur por los Atléticos de Oakland en 1986, Brito haría su debut en las Grandes Ligas con los Rockies de Colorado el 30 de abril de 1995, y aparecería en su último partido el 21 de abril de 1996.
Brito pasó sus dos temporadas en las mayores como un receptor de respaldo a los ex titulares de los Rockies Joe Girardi y Jeff Reed.